# جون روبنسون (سياسي أمريكي)
جون روبنسون (بالإنجليزية: John Robinson)‏ هو سياسي أمريكي، ولد في 3 فبراير 1705 في مقاطعة ميديلسكس في الولايات المتحدة، وتوفي في 11 مايو 1766 في فرجينيا في الولايات المتحدة.